# Manuel del Refugio González Flores
Manuel del Refugio Martinez González Flores va néixer a Matamoros, Tamaulipas, el 17 de juny de 1833. Va ser President constitucional de Mèxic de l'1 de desembre de 1880 al 30 de novembre de 1884. Va morir a la hisenda de Chapingo, a l'estat de Mèxic, el 8 de maig de 1893.
Manuel Martínez es va integrar a l'exèrcit com a soldat ras el 1853. Va combatre els liberals en la Guerra de Reforma. Va oferir els seus serveis a Benito Juárez durant la Intervenció francesa, combatent sota el comandament de Porfirio Díaz. Governador de Palau Nacional i comandant militar de la ciutat de Mèxic, va secundar Díaz en les rebel·lions de La Noria (1871) i de Tuxtepec (1876). Governador de Michoacán el 1877, secretari de Guerra i Marina el 1879. El 1880, amb el suport de Díaz, va ser elegit president. Durant la seva administració va impulsar la construcció de ferrocarrils i el creixement de la xarxa telegràfica; així mateix va fundar el Banc Nacional de Mèxic. D'altra banda, va haver de fer front a una greu crisi d'Hisenda, va reconèixer el deute anglès i va ordenar l'emissió de moneda de níquel, les conseqüències econòmiques del qual van provocar un violent motí a la Ciutat de Mèxic. Al final del seu període presidencial va ocupar el govern de Guanajuato.